# Massy (Senna Marittima)
Massy è un comune francese di 307 abitanti situato nel dipartimento della Senna Marittima nella regione della Normandia.

## Società

### Evoluzione demografica
Abitanti censiti